# Песнь о Хюндле
«Песнь о Хю́ндле» (др.-сканд. Hyndluljóð) — поэма из «Старшей Эдды», написанная, вероятно, в XII веке. Целиком сохранилась только в Книге с Плоского острова, но некоторые строфы цитируются в «Младшей Эдде», взятые, как сказано, из Краткого Прорицания вёльвы.

## Содержание
Богиня Фрейя встречает вёльву Хюндлу, она будит Хюндлу и вместе они едут в Вальхаллу. Фрейя едет на своем пожилом борове Хильдисвини, а Хюндла — на волке. Их задача — отыскать происхождение Оттара, чтобы он смог вступить в наследство. Песнь частично состоит из перечисления предков Оттара.